# فرودگاه شهدای گناباد
فرودگاه منطقه‌ای شهدای گناباد فرودگاهی واقع در گناباد در استان خراسان رضوی ایران است. این فرودگاه در ارتفاع ۱۱۱۰ متری از سطح دریا واقع شده و طول باند آن ۲۷۰۰ متر و عرض ۶۰ متر است که در تاریخ ۴ خرداد ۱۴۰۲ توسط دکتر قالیباف رئیس مجلس شورای اسلامی و وزیر راه و شهر سازی به بهره برداری رسید.
پروازهای فرودگاه گناباد از 11 مهرماه 1402 شروع بکار کرد. 
هواپیمایی وارش با نوع هواپیمای بوئینگ 737 که یکی از بهترین نمونه های موجود در ایران است، خدمات رسانی به مسافرین این فرودگاه را مدیریت می نماید.

## تاریخچه
پروژه فرودگاه شهدای گناباد که از حدود ۳۰ سال قبل آغاز شده است تا سال ۱۳۹۰ تحت مالکیت وزارت کشور بود و پس از واگذاری به شرکت فرودگاه‌ها در ۱۲ سال گذشته تحت عملیات احداث سطوح پروازی، ترمینال و سایر اماکن فرودگاهی قرار گرفت.

## شرکت های هواپیمایی و مقاصد پروازی
| شرکت‌های هواپیمایی | مقصدهای پروازی |
| ----------------- | -------------- |
| هواپیمایی وارش    | تهران-مهرآباد  |